# Amaxia peruana
Amaxia peruana là một loài bướm đêm thuộc phân họ Arctiinae, họ Erebidae.